# Reduitbrigade 21

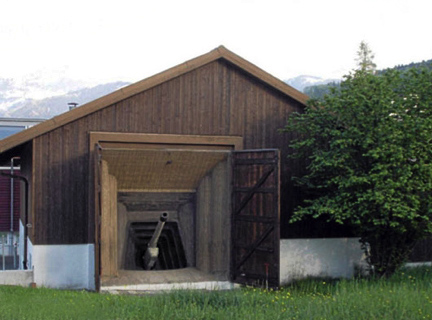
Scharte Artilleriewerk Faulensee

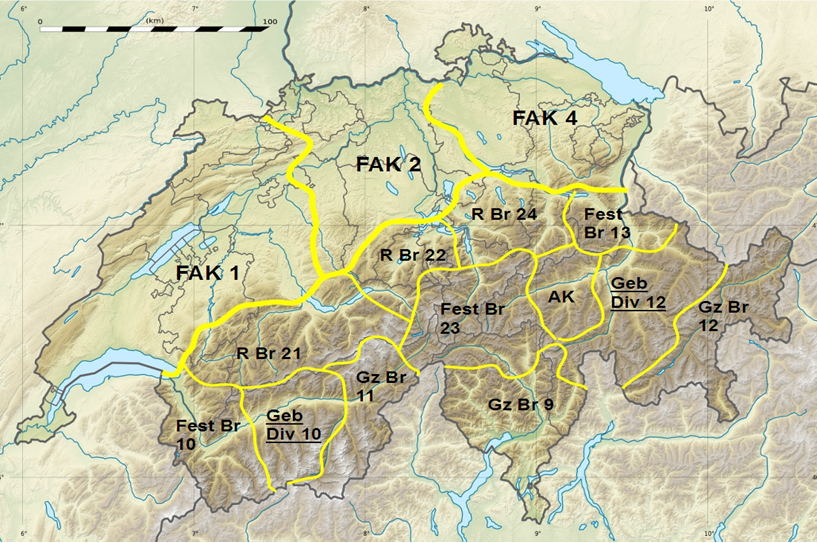
Raum der Reduitbrigade 21 im Grunddispositiv 1992

Die Reduitbrigade 21 (R Br 21 «Berner Oberland») war eine von drei Reduitbrigaden der Festungstruppen der Schweizer Armee die 1947 neu geschaffen wurden. Mit der Armee 61 wurden sie dem Gebirgsarmeekorps 3 unterstellt und 1994 mit der Armee 95 abgeschafft.

## Vorgeschichte
Im Berner Oberland wurden vom 12. bis 14. Jahrhundert Befestigungsanlagen in Form vom Wehrmauern (Letzinen, Letzi Wimmis 13. Jh.) und Burgen errichtet.
Im Zweiten Weltkrieg wurde das Berner Oberland aufgrund des Rückzugs der Armee ins Reduit befestigt. General Guisan legte die zu verteidigende Aussengrenze des Reduits für das Berner Oberland von Heiligenschwendi über Oberhofen am Thunersee, die Aarestellung in Einigen bis zur Simmentalsperre (Wimmis) fest. Sie lag mit ihren strategisch wichtigen Höhen nördlich des Thunersees und westlich des Sigriswilergrates vor der eigentlichen Reduitlinie Pilatus-Hohgant-Sigriswilergrat-Stockhorn-Kaiseregg-La Tsintre-Vanil Noir-La Tine–Rocher de Naye-Chillon.
Der spätere Einsatzraum der Reduitbrigade 21 wurde 1940 durch die 3. Division («Berner Division») mit dem Schwerpunkt Thunersee übernommen. Die Artilleriewerke im Raum der Kampfgruppe Thunersee hatten zusammen mit der mobilen Armeekorps- und Divisionsartillerie die Zentralfront Heiligenschwendi-Oberhofen-Kandergraben-Einigen-Simmentalsperre mit Feuer zu unterstützen. Im Mai 1941 wurde die 2. Division von ihren Befestigungsarbeiten zwischen Zihl (Thièle) und Saane (Sarine) abgezogen und in die Reduitstellung zwischen Stockhorn und Gastlosen verschoben.

## Reduitbrigade 21
Die Hauptverbände der Reduitbrigade 21 setzten sich ab 1. Februar 1948 folgendermassen zusammen:
- Territorialregiment 75: Bataillon 135 FR (1968 durch Bat 195 BE ersetzt), 136 BE, 137 BE, 175 BE
- Territorialregiment 88: Bataillon 164 FR, 165 FR
- Festungsregiment 21: Festungsabteilung 8 (Kompanie 66 67 68 71 72), 14 (Kompanie 73 77 78), 15 (Kompanie 74 75 76)[2]

Während die Hindernisse und Feldbefestigungen aus dem Zweiten Weltkrieg abgebaut wurden, wurden die verbleibenden permanenten Anlagen zur Kampfwertsteigerung ausgebaut und die Waffen modernisiert. Unter anderem wurden die 4,7 cm Infanteriekanonen durch 9 cm Panzerabwehrkanonen 50 und das Maschinengewehr Mg 11 durch das Mg 51 ersetzt. Verschiedene Artilleriewerke wurden erst nach dem Krieg fertiggestellt und laufend verbessert und die Bewaffnung und Ausrüstung modernisiert. Anstelle der 7,5 cm Kanonen kamen die 12 cm Festungsminenwerfer. Dazu kamen moderne Unterstände und geschützte Kommandoposten.
Den Festungen im Reduit sollten spezielle Truppen fest zugeteilt werden. Mit der Truppenordnung 47 (TO 47) wurden die Reduitbrigaden 21 (Berner Oberland), 22 (Ob- und Nidwalden, Oberhasli), und 24 (Innerschweiz) geschaffen. Sie verfügten je über ein Festungsartillerieregiment.
Mit der Armeereform 61 (TO 61) wurden die drei Festungs- und drei Reduitbrigaden dem neu geschaffenen Gebirgsarmeekorps 3 unterstellt.
Die Neugliederung der Armee XXI führte 2003 zu einer wesentlichen Reduktion der Bestände. Das Gebirgsarmeekorps, die grossen Verbände und die Reduit- und Festungsbrigaden wurden aufgehoben.

## Auftrag und Bedrohungsart
Die Reduitbrigade 21 hatte den Auftrag, die Zugänge aus dem Mittelland in den Zentralraum (Reduit) zu sperren und die Schlüsselräume mit den Achsen Thun-Merligen-Interlaken im Raum Gunten, Thun-Spiez-Interlaken, Kandertal und Simmental im Raum Kandermündung Einigen bis Burgfluh Wimmis, Jaunpass in der Gegend von La Tsintre, Montbovon-Château-d’Oex bei La Tine sowie die Bewachung der Lötschbergbahn.
Für einen Gegner kam der schweizerische Alpenraum weniger als primäres Operationsziel in Frage, sondern als Umgehungsraum oder die Sicherstellung einer Nord-Süd-Verbindung.

## Einsatzraum, Kommandoposten, Artilleriewerke und Sperren
Der Raum der Reduitbrigade 21 umfasste Raum des westlichen und zentralen Berner Oberlandes, im Osten bis in den Raum Brienzersee. Sie hatte die Zugänge in den Zentralraum zu sperren und die Verkehrsachsen zu schützen.
Die Werke und Sperren der Reduitbrigade 21 lagen im Kanton Bern und Freiburg. Die Feld- und Festungsartillerie konzentrierte sich auf die drei Schwerpunkte Bödeliwerke, beidseits Thunersee mit Zugang ins Simmental und Jaunpass-Achse:
- Kommandoposten: Heinrich A 1956 ⊙, Kien A 1980 «K3» ⊙, R Br 21 «Tanzplatz» A 1981 Frutigen ⊙, «Schweizerhof» A 1689 Oberbort/Gstaad ⊙, Div 2 Zweisimmen «Brèche» ⊙

- Artilleriewerke: La Braye A 1680 ⊙, Jaunpass A 1711-18, Gross Tosse A 1750, Bödeliwerke A 1860-66 (Bödeli zwischen Thuner- und Brienzersee), Waldbrand A 1880, Legi A 1880, Schmockenfluh A 1881, Krattigen A 1952, Hentschenried A 1953, Faulensee A 1954, Hondrich A 1955, Heustrich A 1960-63, Aeschiried A 1966-69, Mülenen A 1970-73, Burg A 2050, Euschels A 1743, Artillerie- und Beobachter-Werk Bürglen A 2082[4][5]

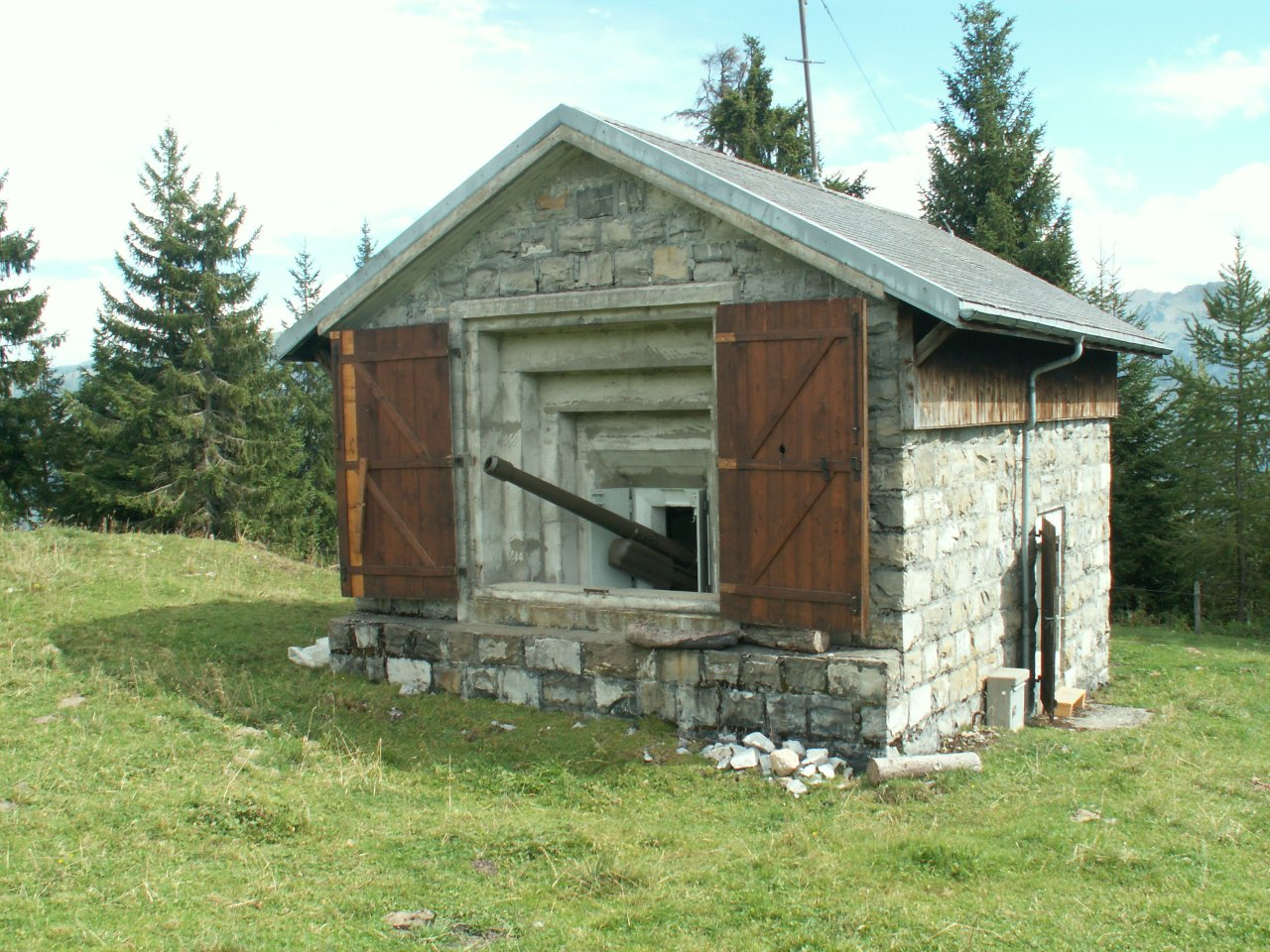
Artilleriewerk Jaunpass
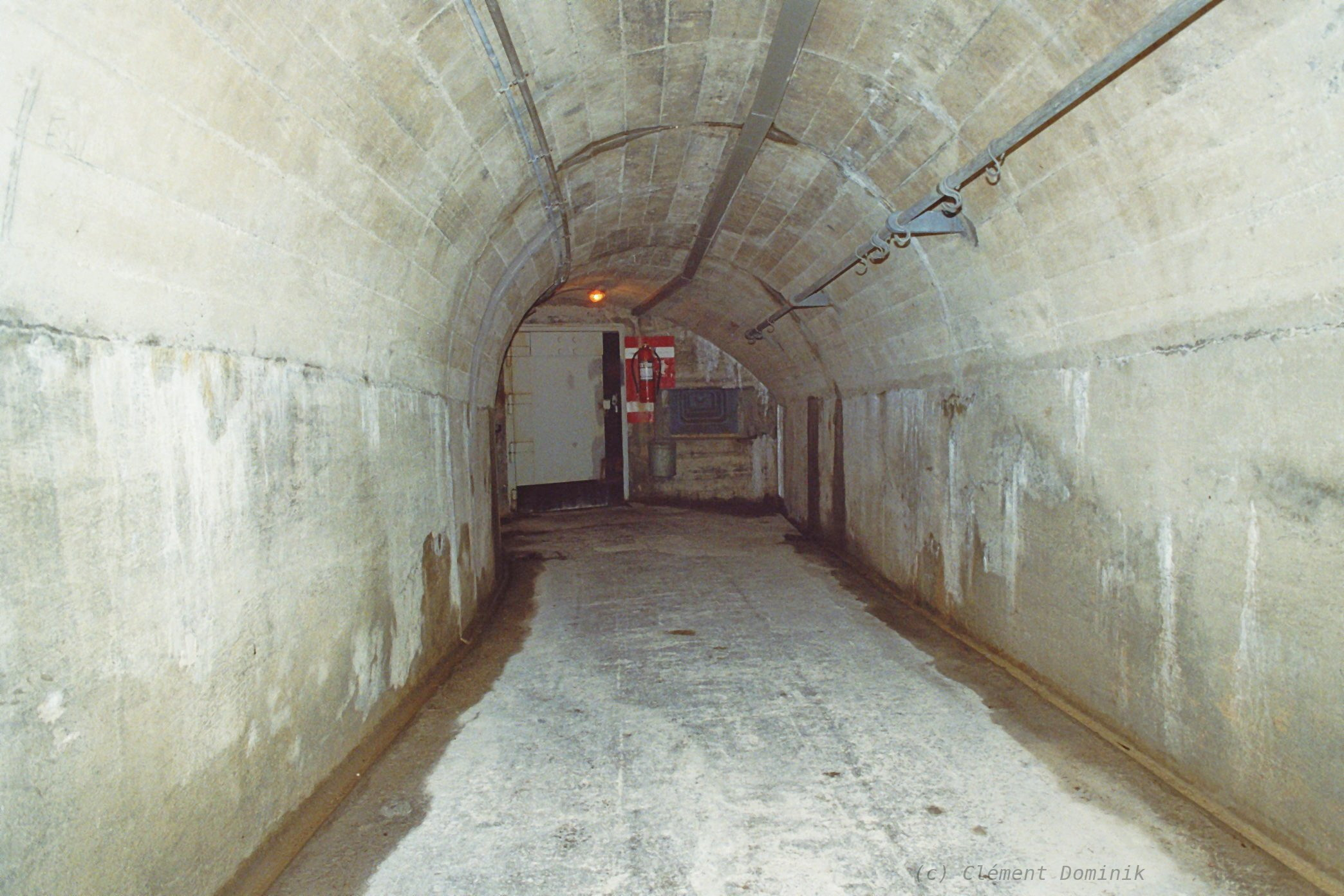
Eingang Artilleriewerk Grosse Tosse
Feuerleitstelle AW Faulensee
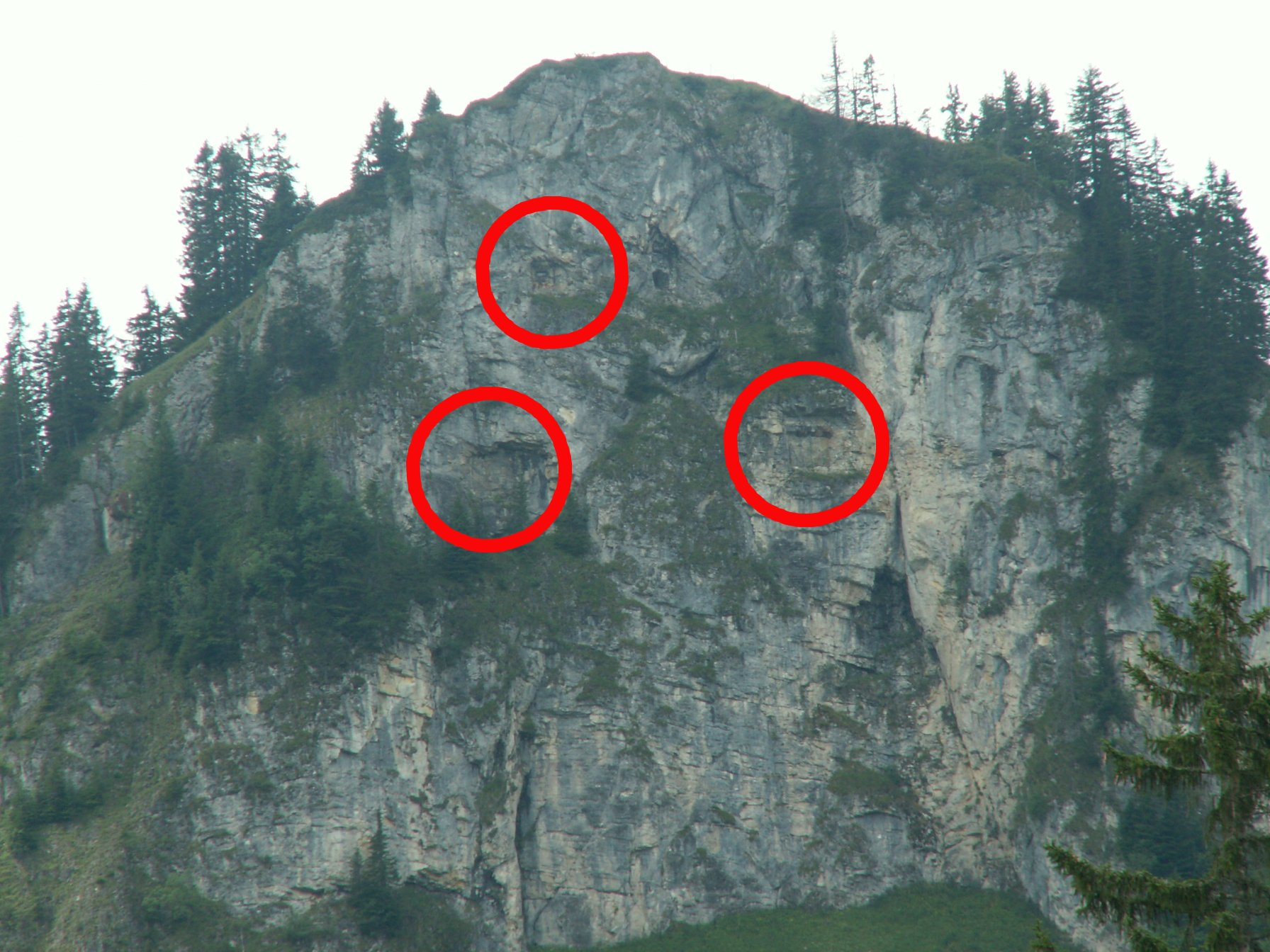
Artilleriewerk Euschels

- Sperrstellen (von nationaler Bedeutung mit *): Abländschen, Auwald, Beatenbucht, Broc, Chänelpass, Chateau-D’Oex, Därligen, Eichbühl (Hünibach), Einigen*, Euschels, Eybach, Feutersoey, Frutigen, Greyerz*, Grund Süd, Grünenbergpass, Gunten, Heiligenschwendi*, Interlaken, Im Fang, Jaun, Justistal, Kandersteg, Kienigraben, Krattigbach, L'Evy, La Tine*, La Tzintre, Längenschachen, Le Hongrin, Le Pissot,[6] Le Pessot, Le Vanel, Merligen-Sichel*, Mülenen, Oertli, Oeschseite, Pont du Roc, Rippa, Rustwald, Schafloch, Stampbach, Saanen, Saanenmöser, Sattelegg, Spiezmoos, Sperrstelle Wimmis–Stockhorn (Simmental)*, Weissenthal

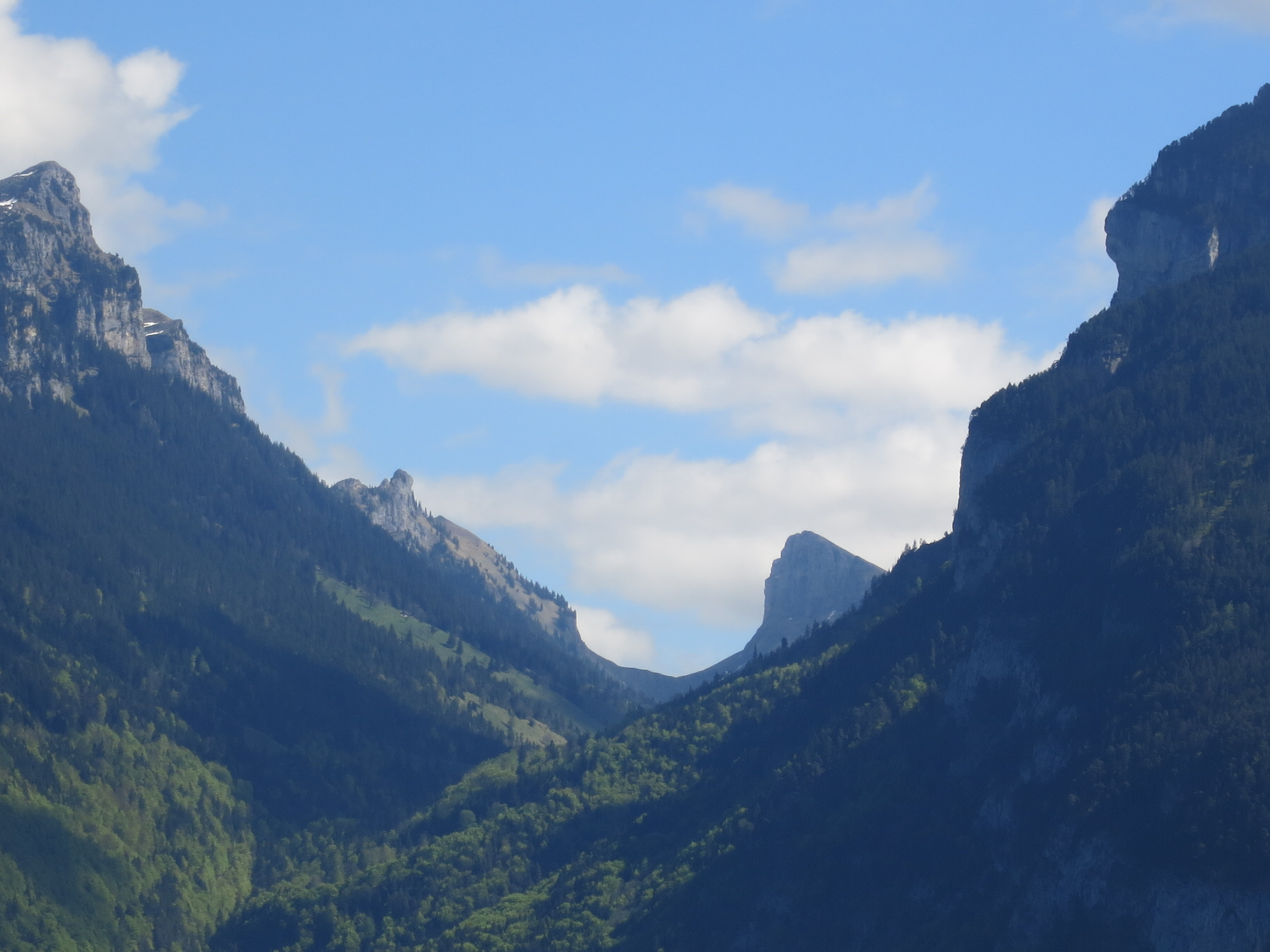
Sperrstelle Sichelpass
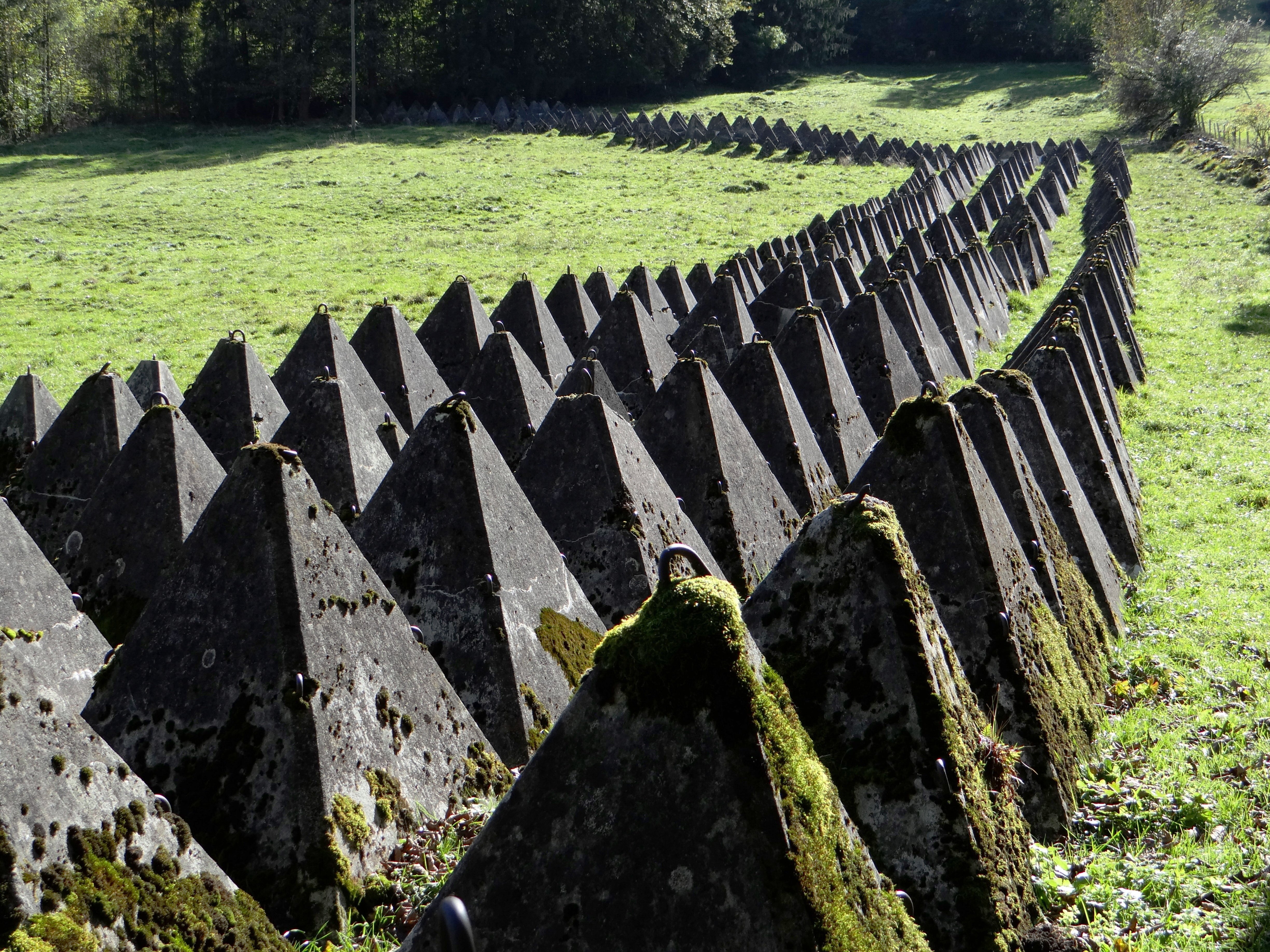
Sperrstelle Wimmis
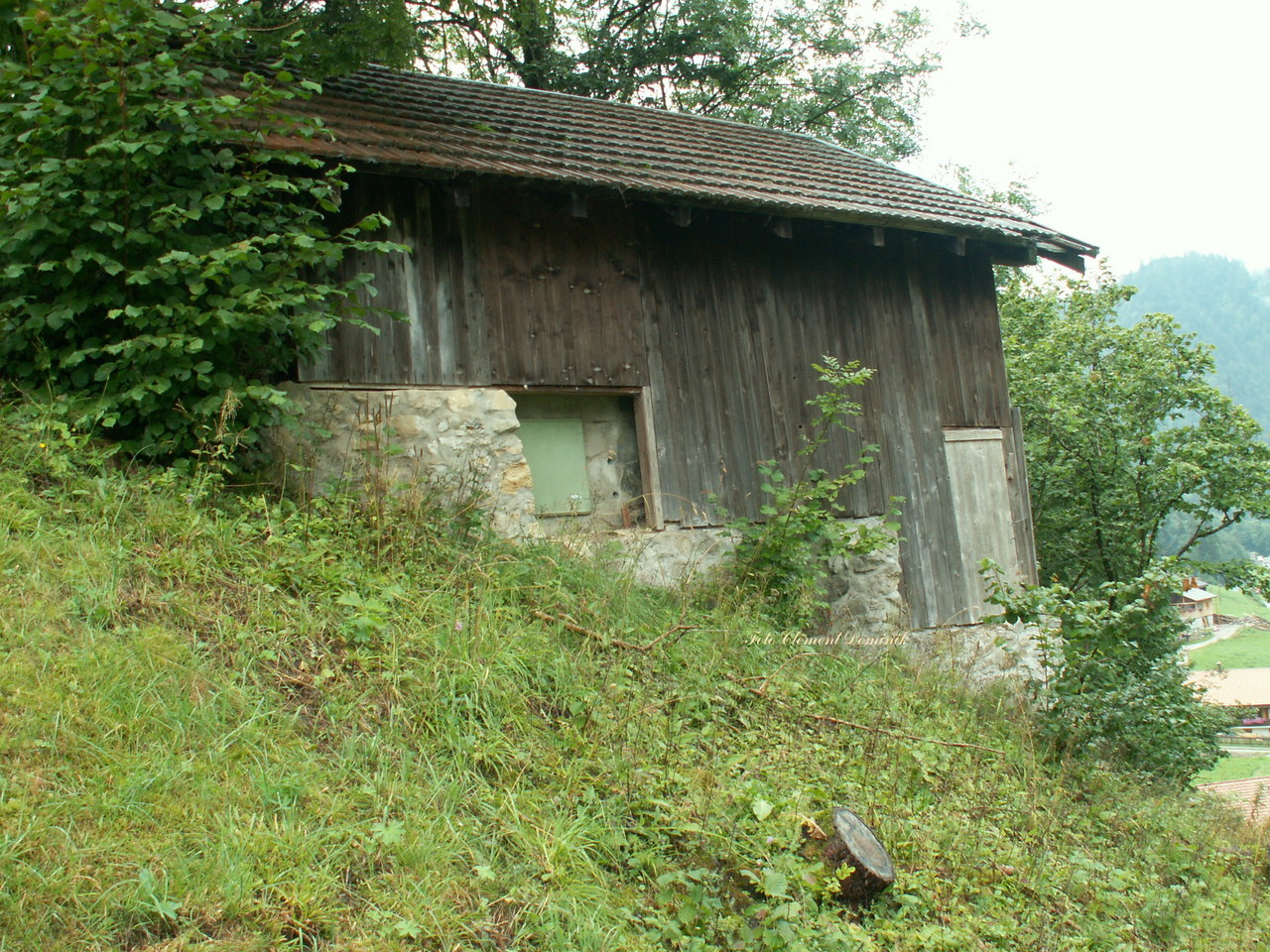
Beobachtungsbunker Im Fang
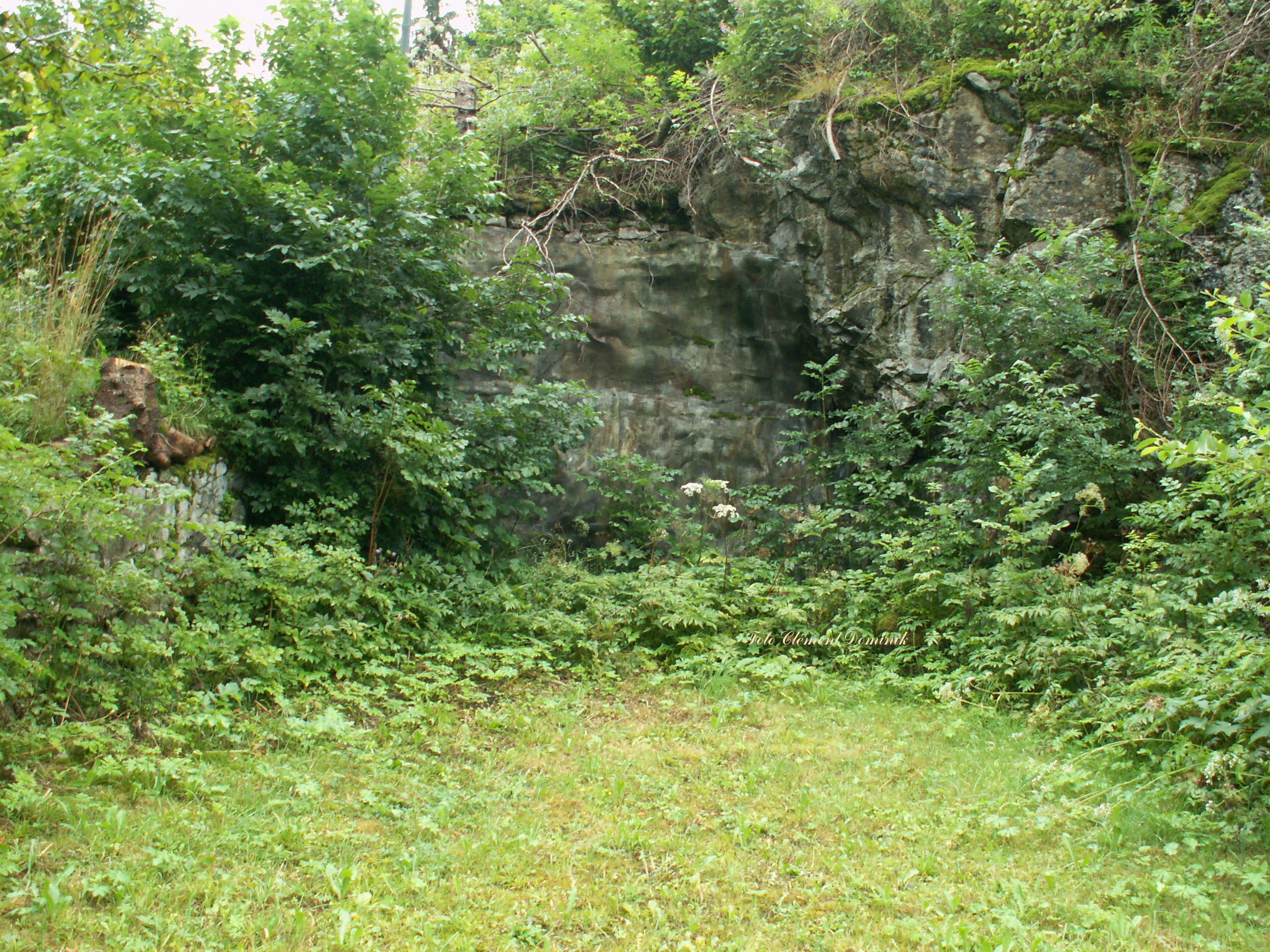
Scharte Nord-West Im Fang

## Gliederung (1994)
- Werkkompanien 9 (Thunersee rechtes Ufer), 10 (Thunersee linkes Ufer), 11 (Jaunpass) und 12 (Pays d’Enhaut)
- Festungsregiment 21 (KP Heinrich) mit Abteilung 8 Jaun (Kompanie I/8, II/8, III/8 und IV/8), Abteilung 14 (Kp I/14, II/14 und III/14), Abteilung 15 Thunersee linkes Ufer (I/15, II/15 und III/15) und Abteilung 24 (ab 1978, Festungsinfanteriekompanie I/24, Festungsartilleriekompanie II/24 und III/24 sowie Fest D Kp IV/24).

## Museen im Einsatzraum der Reduitbrigade 21 (Berner Oberland)
- Kommandoposten Heinrich, Hondrich (Spiez)[7]
- Artilleriewerk Faulensee[8]
- Artilleriewerk Krattigen, P-26-Anlage[9]
- Artilleriewerk Waldbrand, Beatenberg[10]
- Infanteriebunker Fischbalmen, Beatenbucht (Sigriswil)[11]
- Sperrstelle Heiligenschwendi[12]